# Lyudmila Rudenko
Lyudmila Vladimirovna Rudenko (Russo: Людмила Владимировна Руденко; a transcrição de seu primeiro nome pode variar de diferentes maneiras - Liudmila, Ljudmila, Ludmila…; (Lubni, 27 de julho de 1904 — 4 de março de 1986) foi uma enxadrista soviética, MI e WGM pela FIDE e a segunda Campeã Mundial Feminina de Xadrez, de 1950 até 1953.

## Vida
Nasceu em Lubni, região da Poltava da Ucrânia, seu pai a ensinou a jogar aos 10 anos de idade embora ela tenha levado mais a sério a natação, onde competia no estilo nado de peito.
Começou a participar de torneios de xadrez em 1925, depois de se mudar para Moscow. Depois, mudou-se novamente para São Petersburgo onde conheceu e casou-se com o cientista Lev Davidovich Goldstein; com quem teve um filho em 1931.
Durante a Segunda Grande Guerra, organizou um trem para evacuar as crianças do Cerco a Leninegrado, coisa que posteriormente descreveu como a mais importante que havia feito na vida. Com o fim da guerra e a morte da então campeã mundial Vera Menchik durante um ataque aéreo a Londres em 1944, a FIDE decidiu organizar um novo ciclo entre 1949 - 1950, que aconteceu em Moscou, para determinar a nova campeã mundial. Lyudmila venceu e manteve o título até o ciclo seguinte em 1953, quando o perdeu para Elisabeth Bykova.

## Carreira
Rudenko começou a jogar torneios de xadrez em 1925, após se mudar para Moscou . Em 1928, ela ganhou o campeonato feminino de Moscou. Ela então se mudou para Leningrado, onde começou a treinar com o mestre de xadrez Peter Romanovsky. Ela venceu o campeonato feminino de Leningrado três vezes.
Em janeiro de 1950, Rudenko venceu o  Campeonato Mundial Feminino de Xadrez, marcando 11,5 pontos em 15 (9 vitórias, 1 derrota e 5 empates). Ela também foi campeã feminina da URSS em 1952. 
Em 1968, aos 64 anos, alcançou seu último sucesso notável: sagrou-se campeã de Leningrado pela oitava vez, mostrando ideias novas e o mesmo estilo combinativo. 

## Homenagens
Rudenko foi incluída no Hall da Fama do Xadrez Mundial em 2015.  Ela foi homenageada com um Google Doodle no 114º aniversário de seu nascimento, 27 de julho de 2018. 